# Vitaliy Hodzyatski

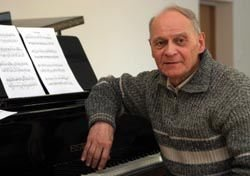
Vitaly Hodziatsky

Vitaliy Oleksiyovych Hodziatsky (em ucraniano: Годзяцький Віталій Олексійович; nascido a 26 de dezembro de 1936) é um compositor e professor ucraniano que recebeu o Prémio de Mérito de Arte Ucraniana em 1996 pelas suas contribuições à música ucraniana. Estudou com Borys Lyatoshynsky no Conservatório de Kiev.